# 롯데건설
롯데건설(주)(영어: Lotte Engineering & Construction Co., Ltd)는 1959년 설립되어 대한민국에 본사를 둔, 롯데그룹에 소속된 건설회사이다. 국토교통부가 발표한 '종합건설사 시공능력평가'에서 시평액 6조 7,850억 원으로, 7위를 기록했다. 아파트(주거)브랜드는 롯데캐슬을 사용하고 있으며 한국 최초 시민구단인 대구 FC 후원을 위해  20억원을 내놓기도 했다.

## 연혁
- 1952년 2월: 전신인 1952년 2월 평화건업사
- 1959년 2월: 평화건업사 주식회사로 법인 전환
- 1962년 5월: 대영토건 주식회사를 흡수 합병
- 1968년 4월: 토목, 건축면허 획득
- 1969년 4월: 도로포장 면허 획득
- 1975년 11월: 사우디아라비아 도로공사를 수주해 해외건설 진출
- 1977년 2월: 전기통신공사업, 4월: 주택건설업, 10월: 해외건설업 면허를 각각 취득
- 1978년 9월: 롯데그룹에 경영권 양도
- 1979년 9월: 롯데건설 주식회사를 흡수 합병하고, 10월: 롯데평화건업사 주식회사로 상호명 변경
- 1981년 1월: 수출입업 허가를 취득하고, 3월: 지금의 상호인 롯데건설 주식회사로 상호명 변경
- 1986년 9월: 기술연구소 설치
- 1990년 6월: 철탑산업훈장 수상
- 1992년 7월: 일본 동경지사 개설
- 1994년 1월: 중국 북경지사 개설
- 1995년 6월: 말레이시아 현지 법인 개설
- 1997년 5월: 금탑산업훈장 수상, 9월: 일본 니가타 월드컵경기장 공사 수주
- 2000년 9월: 신공항고속도로 방화대교를 준공
- 2001년 12월: 서해안 고속도로를 준공해 대통령 표창 수상
- 2002년 7월: 국내 최초 총괄부문 ‘건설업 KOSHA 2000’ 프로그램 인증 획득
- 2004년 12월: 일본 노동후생성으로부터 마쓰야마청사 준공에 따른 무재해 표창 수상
- 2005년 9월: 플랜트사업본부 신설
- 2006년 8월: 모스크바 지사 개설
- 2007년 10월 : 인도와 리비아에 현지 법인 설립
- 2008년 2월 : 베트남과 우즈베키스탄에 현지 법인 설립[8]
- 2011년 10월 : 파키스탄 지사 설립
- 2012년 4월 : CI 전면 개편
- 2017년 10월: 롯데그룹 기업 이미지 통일에 따른 CI 전면 개편
- 2017년 12월 : 매출 5조원 돌파

## 같이 보기
- 대한건설협회
- 해외건설협회
- 국토교통부
- 건설워커